# 스르잔 미야일로비치
스르잔 미야일로비치(세르비아어: Срђан Мијаиловић, 1993년 11월 10일 ~ )는 세르비아 수페르리가의 츠르베나 즈베즈다와 세르비아 국가대표팀에서 뛰고 있는 세르비아의 프로 축구 선수이다. 그의 주요 포지션은 풀백 또는 수비형 미드필더이다.

## 구단 경력
얼마 지나지 않아 미야일로비치는 자신의 잠재력을 보여주었고 그는 17살의 나이에 1군 선수가 되었다. 그는 수비형 미드필더로 축구를 하기 시작했다.
2017년 2월 8일, 그는 러시아 클럽 크릴리야 소베토프 사마라와 계약을 체결했다. 2019년 2월 22일, 크릴리야 소베토프는 그를 선수 명단에서 제외시켰다. 그는 2019년 7월 8일 크릴리야의 선수단에 다시 합류했다.
2020년 5월 24일, 크릴리야 소베토프는 계약이 연장되지 않을 것이라고 발표했다 (5월 31일 만료 예정).

## 국가대표팀 경력
2012년 5월 31일, 미야일로비치는 18세의 나이로 프랑스와의 친선 경기에서 세르비아 국가대표팀에 데뷔했다.